# Myrmarachne dilatata
Myrmarachne dilatata là một loài nhện trong họ Salticidae.
Loài này thuộc chi Myrmarachne. Myrmarachne dilatata được Ferdinand Karsch miêu tả năm 1880.